# Jednootvori
Jednootvori (Monotremata) su jedini red podrazreda sisavaca Protheria odnosno Prototheria (prasisavci). Prasisavci se od svih drugih sisavaca razlikuju po tome da ne kote žive mlade, nego legu jaja.

## Osobine
Usprkos potpuno različitom načinu razmnožavanja od svih drugih sisavaca jer legu jaja, imaju druge osobine koje inače odlikuju sisavce. To su krzno, dojenje podmlatka mlijekom kao i niz drugih anatomskih osobina, u koje spadaju i tri slušne koščice.
Pored istih osobina, nizom drugih tjelesnih osobina se i razlikuju od drugih sisavaca. Imaju samo jedan izlazni tjelesni otvor za spolne organe, urinarni sustav i izmet, nazvan kloaka, otuda u nekim jezicima i naziv "kloaka životinje". Detalji u građi lubanje, ramenog dijela i kukova su sličniji gmazovima nego onim kod drugih sisavaca. Oni su, istina, "toplokrvne" životinje ali su s tjelesnom temperaturom od 30°-32°C značajno ispod temperature drugih sisavaca, a i njihova sposobnost samostalnog održavanja stalne tjelesne temperature je ograničena.
Lubanja im je izdužena i završava gumastim kljunom. On im je opremljen vrlo osjetljivim elektroreceptorima uz čiju pomoć ove životinje registriraju električni naboj koji stvaraju pokreti mišića njihovog plijena. Na taj način određuju položaj lovine. Imaju vrlo male oči i malene uške. Odrasle životinje nemaju zube, ali mladunci u trenutku valjenja iz jaja imaju na kljunu izraslinu koja podsjeća na zub i uz čiju pomoć kao i ptica probijaju ljusku jaja. Udovi su im kratki i snažni i završavaju s po pet prstiju. Čudnovati kljunaš između njih ima plivaću kožicu, a kod ježaca prsti završavaju kandžama dobro prilagođenim za kopanje. Posebnost ovih životinja je otrovna bodlja na gležnjevima zadnjih nogu. Imaju ju pretežno mužjaci, a koriste ih najčešće u obrani.
Dužina tijela im se kreće od 30 do 77 cm a težina od 1 do 3 kg čudnovatog kljunaša, pa do 15 kg teškog dugokljunog ješca.

## Rasprostranjenost i način života
Prasisavci odnosno jednootvori žive samo u Australiji i na Novoj Gvineji gdje nastanjuju različite okoliše. Dok ješci zive kopnenim životom, čudnovati kljunaši su vezani uz vodu i može ih se naći i u stajaćicama i u tekućicama. Uglavnom su samotnjaci i aktivni noću ili u sumrak. Hrana im se sastoji pretežno od beskralježnjaka, rakova, insekata i njihovih larvi kao i crva.

## Razmnožavanje
Prasisavci se od svih drugih sisavaca razlikuju time, da ne kote žive mlade, nego legu jaja. Njihova jaja su mala, u promjeru imaju samo 10 do 15 mm i svojom kožastom ljuskom i velikim žumankom više podsjećaju na jaja gmazova nego ptica. Ženke leže na jednom do tri jaja točno 10 dana. Novoizvaljeni mladunci su goli i mali, i svojim embrionalnim stadijem usporedivi su s novorođenim tobolčarima. Ženke nemaju bradavice nego ispod kože mliječne žlijezde koje čine mliječna polja s kojih mladunci ližu mlijeko.

## Sistematika
Današnji prasisavci odnosno jednootvori dijele se u dvije porodice s ukupno četiri, a prema nekim autorima i 5 vrsta:
- Porodica kljunaša (Ornithorhynchidae)

- čudnovati kljunaš (Ornithorhynchus anatinus), jedini predstavnik ove porodice i roda Ornithorhynchus

- Porodica ježaca (Tachyglossidaea)

- Rod kratkokljuni ješci (Tachyglossus) sa samo jednom vrstom:  
  - kratkokljuni ježac (Tachyglossus aculeatus)

- Rod dugokljuni ješci (Zaglossus) s tri vrste:
  - Zapadni dugokljuni ježac (Zaglossus brujinii),
  - Dugokljuni ježac Sir Davida (Zaglossus attenboroughi)
  - Istočni dugokljuni ježac (Zaglossus bartoni)

## Poveznice
|  | Zajednički poslužitelj ima još gradiva o temi Jednootvorni |
|  | Wikivrste imaju podatke o taksonu Jednootvornim            |